# Zbyszewice (województwo wielkopolskie)
Zbyszewice – wieś w Polsce położona w województwie wielkopolskim, w powiecie chodzieskim, w gminie Margonin.
W latach 1975–1998 miejscowość należała administracyjnie do województwa pilskiego.
Przed 2023 r. częścią wsi była Klaudia.